# Федій Ганна Степанівна
Федій Ганна Степанівна (у дівоцтві Бабінчук) (1925, c. Старий Лисець, нині Івано-Франківський район) — активна учасниця визвольних змагань ОУН-УПА, станична УПА, зв'язкова, учасниця громадського життя Старого Лисця.

## Життєпис
За прикладом старшої сестри Марії Бабінчук, Ганна брала участь у визвольному русі за незалежність України. Організувала в селі Старий Лисець підпільну мережу зв'язкових Української повстанської армії, які займалися передачею повідомлень, забезпеченням продуктами та необхідними речами учасників збройного підпілля. За цю діяльність 1 січня 1945 року була заарештована, зазнала тортур і була депортована до східних регіонів СРСР. 5 квітня 1948 року справу припинено.
Після відновлення незалежності України брала участь у відбудові зруйнованої радянською владою церкви Собору Пресвятої Богородиці в Старому Лисці. Протягом двадцяти років виконувала обов'язки старшої сестриці в храмі.
Є членом обласного братства ОУН-УПА, була ініціаторкою та організаторкою низки громадських заходів. Виступала на сільських святкуваннях, зборах і мітингах, підтримуючи тематику збереження українських традицій.